# Rete Italia (emittente radiofonica)
Rete Italia è un'emittente radiofonica australiana che trasmette dalla città di Melbourne ed è ricevibile via etere nelle principali città del paese, tra le quali Perth, Adelaide, Melbourne, Sydney, Brisbane.

La stazione diffonde i programmi in lingua italiana ed è la radio estera geograficamente più lontana dall'Italia a trasmettere in quell'idioma.

La programmazione è soprattutto costituita da intrattenimento, musica leggera italiana, da giornali radio locali, e dai notiziari della RAI.